# Amy Klobuchar
Amy Jean Klobuchar (Plymouth, Minnesota, 25 mei 1960) is een Amerikaanse politica. Zij is sinds 2007 een Democratisch senator voor de staat Minnesota.
Begin 2019 stelde zij zich voor de Democratische Partij kandidaat voor de Amerikaanse presidentsverkiezingen 2020. Op 2 maart 2020 stapte ze uit de race voor het presidentschap.

## Biografie
Klobuchar werd geboren als de dochter van een sportjournalist en een lerares. Haar familie heeft een Sloveense achtergrond. In 1982 studeerde ze cum laude af in de politicologie aan de Yale-universiteit. Daarna werkte ze als redacteur bij een juristenblad. In 1985 behaalde ze een doctoraat in de rechten aan de University of Chicago. Ze werkte voor een groot advocatenkantoor. In 1998 werd ze gekozen als openbaar aanklager in Hennepin County, de meest bevolkte county van Minnesota.

### Politieke carrière
Klobuchar stelde zich in 2006 verkiesbaar voor de Senaat. Ze wist met een ruime meerderheid haar opponenten te verslaan. In de Senaat heeft ze zich onder andere verzet tegen de troepenuitbreiding in Irak. Nadat president George W. Bush een veto had uitgesproken over een voorstel van het congres om een tijdslimiet te stellen voor de troepen in Irak, stemde ze toch voor verdere financiering van de oorlog in Irak. Ze stelde dat ze het idee niet kon "verdragen om soldaten te gebruiken als pionnen bij de onderhandelingen".
Ook maakt Klobuchar zich er hard voor dat wereldwijd iedereen voldoende toegang heeft tot de gezondheidszorg. Ze is tegen vrije handelsverdragen als dat ten koste gaat van Amerikaanse banen. Ook is Klobuchar een opponent van de privatisering van de sociale zekerheid.
Kort na de ineenstorting van de I-35W Mississippi River Bridge werd een voorstel van de hand van Klobuchar aangenomen om 250 miljoen dollar vrij te maken om snel een nieuwe brug aan te leggen, om de oude te vervangen.
Als gevolg van de Healthy, Hunger-Free Kids Act uit 2010 leek het erop dat pizza's geweerd zouden worden uit schoolkantines. In Klobuchars thuisstaat is het pizzabedrijf Schwan's Company, goed voor een jaarlijkse omzet van 3 miljard dollar, gevestigd. Dankzij Klobuchars inzet bleef de saus van diepvriespizza's officieel een groente, waardoor de pizza's op het schoolmenu konden blijven staan. In 2014 en 2019 verklaarde Klobuchar dat haar opvatting hierover intussen veranderd was.
Naar aanleiding van de rol van social media tijdens de presidentsverkiezingen van 2016 kwam Klobuchar samen met partijgenoot Mark Warner en de Republikeinse senator John McCain met een wetsvoorstel waardoor socialmediabedrijven als Facebook meer inzage zouden moeten geven in wie de geldschieters zijn van bepaalde advertentiecampagnes.
In november 2018 werd ze met 60 procent van de stemmen herkozen voor een derde termijn van zes jaar als senator voor Minnesota. Zes jaar later lag het percentage met 56 procent iets lager, maar genoeg om door te gaan met haar vierde termijn.

#### Kandidatuur Democraten
Op 10 februari 2019 maakte Klobuchar haar kandidatuur voor de Amerikaanse presidentsverkiezingen van 2020 bekend. Een paar dagen eerder brachten zowel de Huffington Post als BuzzFeed News berichten naar buiten dat Klobuchar haar medewerkers intimideert en blootstelt aan woedeaanvallen. De New York Times kwam in januari 2020 met een tweevoudig stemadvies: Amy Klobuchar of Elizabeth Warren. Dat gaf de campagne van Klobuchar de nodige meewind. Tijdens de voorverkiezing in New Hampshire was zij de grote verrassing door als derde te eindigen met bijna 20 procent van de stemmen. In de daarop volgende periode kon zijn hier niet van profiteren. Begin maart 2020 legde Klobuchar haar campagne stil en sprak haar steun uit aan voormalig vicepresident Joe Biden.

## Persoonlijk
Klobuchar is getrouwd met de advocaat John Bessler. Samen hebben zij een kind.
Alabama: Tuberville (R) · Britt (R)
Alaska: Murkowski (R) · Sullivan (R)
Arizona: Kelly (D) · Gallego (D)
Arkansas: Boozman (R) · Cotton (R)
Californië: Padilla (D) · Schiff (D)
Colorado: Bennet (D) · Hickenlooper (D)
Connecticut: Blumenthal (D) · Murphy (D)
Delaware: Coons (D) · Blunt Rochester (D)
Florida: R. Scott (R) · Moody (R)
Georgia: Ossoff (D) · Warnock (D)
Hawaï: Schatz (D) · Hirono (D)
Idaho: Crapo (R) · Risch (R)
Illinois: Durbin (D) · Duckworth (D)
Indiana: Young (R) · Banks (R)
Iowa: Grassley (R) · Ernst (R)
Kansas: Moran (R) · Marshall (R)
Kentucky: McConnell (R) · Paul (R)
Louisiana: Cassidy (R) · Kennedy (R)
Maine: Collins (R) · King (O)
Maryland: Van Hollen (D) · Alsobrooks (D)
Massachusetts: Warren (D) · Markey (D)
Michigan: Peters (D) · Slotkin (D)
Minnesota: Klobuchar (D) · Smith (D)
Mississippi: Wicker (R) · Hyde-Smith (R)
Missouri: Hawley (R) · Schmitt (R)
Montana: Daines (R) · Sheehy (R)
Nebraska: Fischer (R) · Ricketts (R)
Nevada: Cortez Masto (D) · Rosen (D)
New Hampshire: Shaheen (D) · Hassan (D)
New Jersey: Booker (D) · Kim (D)
New Mexico: Heinrich (D) · Luján (D)
New York: Schumer (D) · Gillibrand (D)
North Carolina: Tillis (R) · Budd (R)
North Dakota: Hoeven (R) · Cramer (R)
Ohio: Moreno (R) · Husted (R)
Oklahoma: Lankford (R) · Mullin (R)
Oregon: Wyden (D) · Merkley (D)
Pennsylvania: Fetterman (D) · McCormick (R)
Rhode Island: Reed (D) · Whitehouse (D)
South Carolina: Graham (R) · T. Scott (R)
South Dakota: Thune (R) · Rounds (R)
Tennessee: Blackburn (R) · Hagerty (R)
Texas: Cornyn (R) · Cruz (R)
Utah: Lee (R) · Curtis (R)
Vermont: Sanders (O) · Welch (D)
Virginia: Warner (D) · Kaine (D)
Washington: Murray (D) · Cantwell (D)
West Virginia: Moore Capito (R) · Justice (R)
Wisconsin: Johnson (R) · Baldwin (D)
Wyoming: Barrasso (R) · Lummis (R)
(D): Democraat · (R): Republikein · (O): Onafhankelijk
- Gemeinsame Normdatei: 1177113384
- International Standard Name Identifier: 0000 0000 3342 8960
- Library of Congress Control Number: n89663825
- MusicBrainz: 804f1bd1-17c1-4898-9bf6-cefdbb179535
- Nationale Bibliotheek van Tsjechië: jo20231174421
- Nationale Bibliotheek van Israël: 987009959920505171
- SNAC: w6c06xcm
- Biographical Directory of the United States Congress: K000367
- Virtual International Authority File: 40990235
- WorldCat: E39PBJdGJJQJDtMM9mdgDqGT73